# Molophilus parvulus
Molophilus parvulus är en tvåvingeart som beskrevs av Alexander 1922. Molophilus parvulus ingår i släktet Molophilus och familjen småharkrankar. Inga underarter finns listade i Catalogue of Life.